# Áprily Lajos

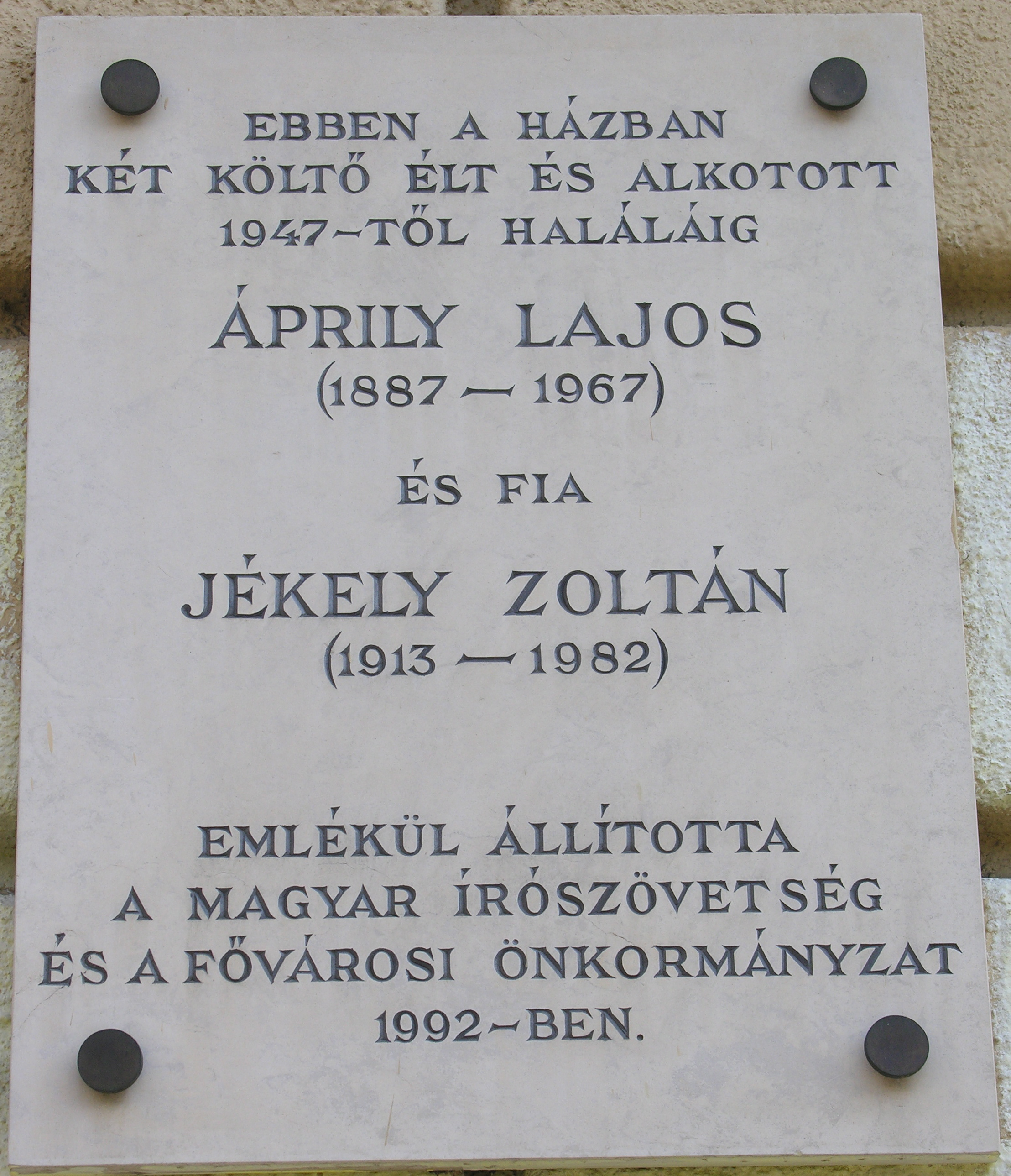
Emléktábla a Budapest II., Frankel Leó út 21. szám alatt

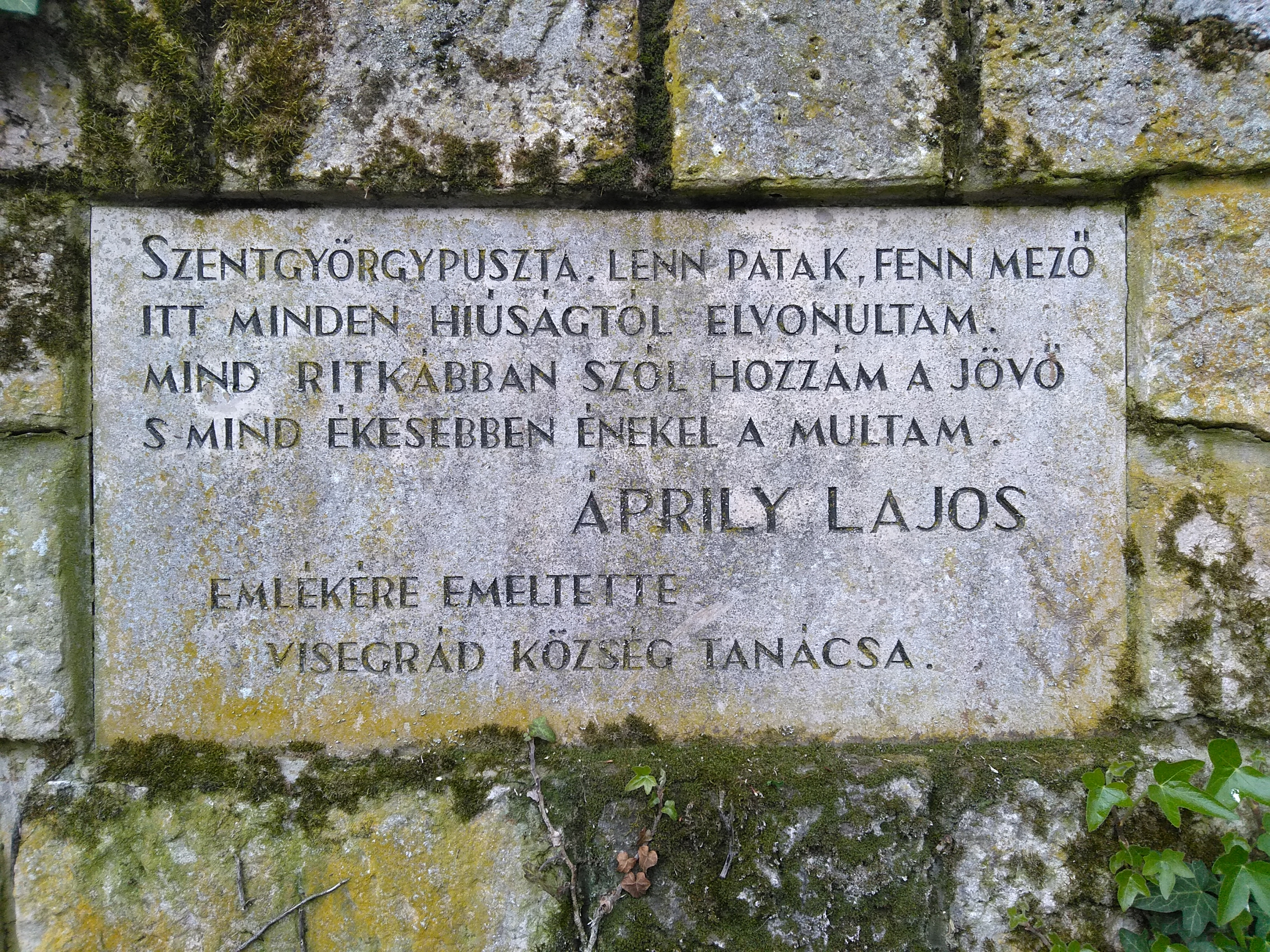
Emléktábla Visegrádon, Szentgyörgypusztán

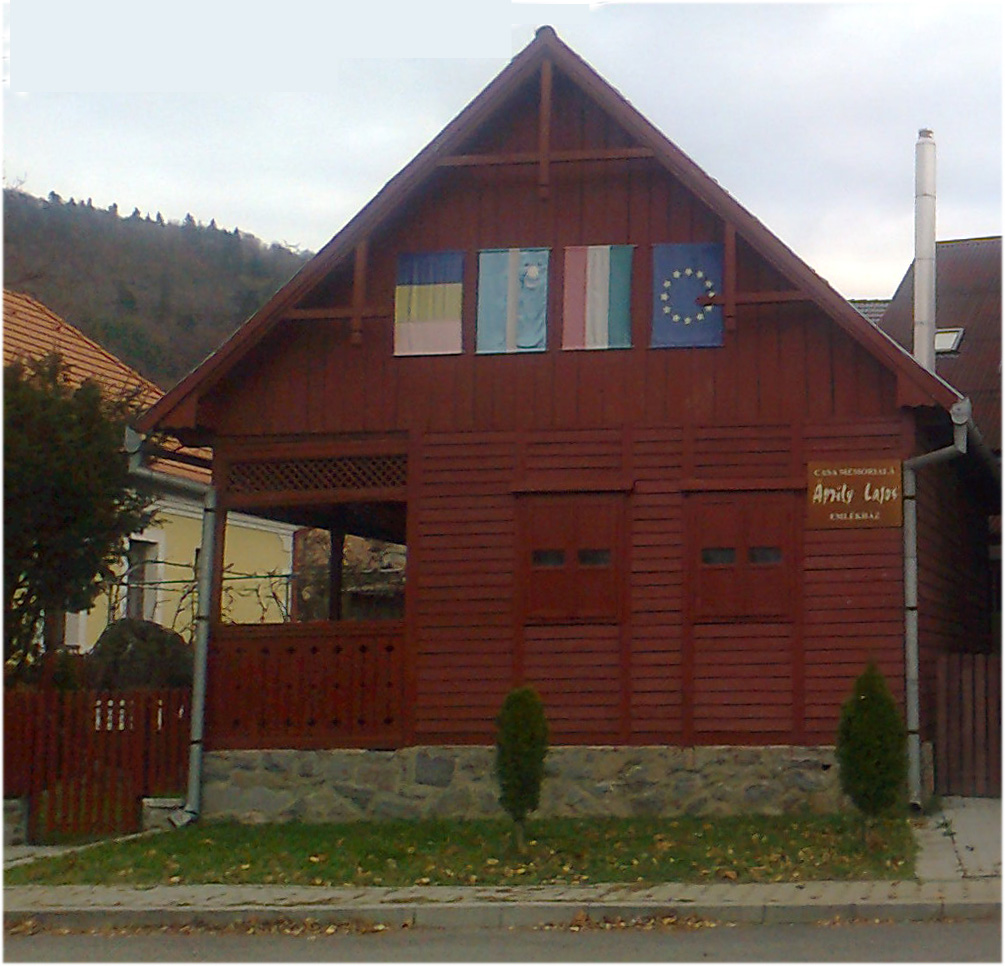
Emlékház a romániai Parajdon a Király utcában

Áprily Lajos, született Jékely János Lajos (Brassó, 1887. november 14. – Budapest, 1967. augusztus 6.) József Attila-díjas (1954) költő, műfordító, a Magyar Tudományos Akadémia levelező tagja (1934).

## Életrajz
Elemi iskoláit Parajdon végezte, középiskoláit a székelyudvarhelyi gimnáziumban kezdte, tizenkét éves korában, 1899-ben családjával Kolozsvárra került. A református kollégiumban tanult, tanárai közt volt Kovács Dezső és Seprődi János. 1909-ben a kolozsvári egyetem bölcsészkarán szerzett magyar–német szakos képesítést.
Egyhónapos párizsi útjáról visszatérve Nagyenyeden lett tanár: előbb a Bethlen Kollégium tanítóképzőjében, 1910-től a gimnáziumban. A következő évben feleségül vette Schäfer Idát. Kisebb-nagyobb megszakításokkal tizenhét évig tanított a „dús hagyományú” városban, e „remete évek” alatt kiállt Ady költészete mellett. Egy versét névtelenül már 1905-ben közölte az Egyetemi Lapok, majd 1909-ben Jékely Lajos néven az Erdélyi Lapokban jelentkezett, Kovács Dezső azonban megrótta „modern” hangja miatt, mire a költő évekig nem kísérletezett újabb publikálással. 1918-ban vette fel az Áprily Lajos nevet. A verseit ezen a néven először ugyanazon év tavaszán Szentimrei Jenő közölte az Új Erdélyben, majd a Szászváros és vidéke, az Erdélyi Szemle, Napkelet, Zord Idő, Pásztortűz adott helyet írásainak. Ugyanakkor az Erdélyi Irodalmi Társaság és a Kisfaludy Társaság mellett a Kemény Zsigmond Társaság is tagjává választotta.
Első költői sikerei után 1923-ban Dijonba ment, ahol a francia nyelv tanításához is diplomát szerzett. 1924-ben elfogadta Kuncz Aladár meghívását, s együtt szerkesztették a kolozsvári Ellenzék irodalmi mellékletét. 1926-ban családostól Kolozsvárra költözött, és a református kollégiumban tanította a magyar és német irodalmat. Ugyanebben az évben részt vett az erdélyi magyar írók első marosvécsi találkozóján, s az itt összegyűltek megbízásából az 1928-ban induló Erdélyi Helikon szerkesztője lett. A következő három nyáron jelen volt a marosvécsi találkozón. 1929 őszén Budapestre távozott; ez a lépése megrendülést váltott ki tisztelői körében. Tíz évig a Baár-Madas Leánynevelő Intézet igazgatója volt. Elvállalta a Protestáns Szemle szerkesztését. 1935 őszén féléves tanulmányutat tett Észak- és Nyugat-Európában. 1941-től Parajdon egy erdei boronaházban töltötte nyarait.
1943 szeptemberében, miután nem volt hajlandó az iskolájában a zsidótörvények szabta felvételi rendelkezéseket végrehajtani, felmondott, nyugdíjba vonult és Visegrád mellett, Szentgyörgypusztán telepedett le. (Ahol a Shakespeare-műfordításokért kapott honoráriumából vásárolt házat.) Hosszú éveken át csak fordításaival volt jelen az irodalmi életben; versekkel az 1950-es évek közepétől jelentkezett újra. Verseinek leggazdagabb válogatását már csak a halál árnyékában láthatta. Nyolcvanadik születésnapja előtt három hónappal halt meg a hárshegyi szanatóriumban.

## Családja
Felesége Schéfer Ida volt, házasságukból három gyermek született: Zoltán, Endre és Márta. A legidősebb gyermek, Jékely Zoltán (1913–1982) író, költő Jancsó Adrienne (1921–2006) színésznővel kötött házasságot; lányuk, Jékely Adrienne Péterfy László (1936) szobrász felesége, gyermekeik Péterfy Gergely (1966) író és Péterfy Bori (1969) énekesnő. A második gyermek, dr. Jékely Endre (1914-1999) jogász, műfordító volt. A legkisebb gyermek, Jékely Márta előbb Mikecs László (1917–1944) tanár, néprajzkutató, majd Mészáros Dezső (1923–2003) szobrász felesége volt; utóbbi házasságból született Mészáros Zsófia, akinek fia Gerlóczy Márton (1981) író, publicista.

## Munkássága

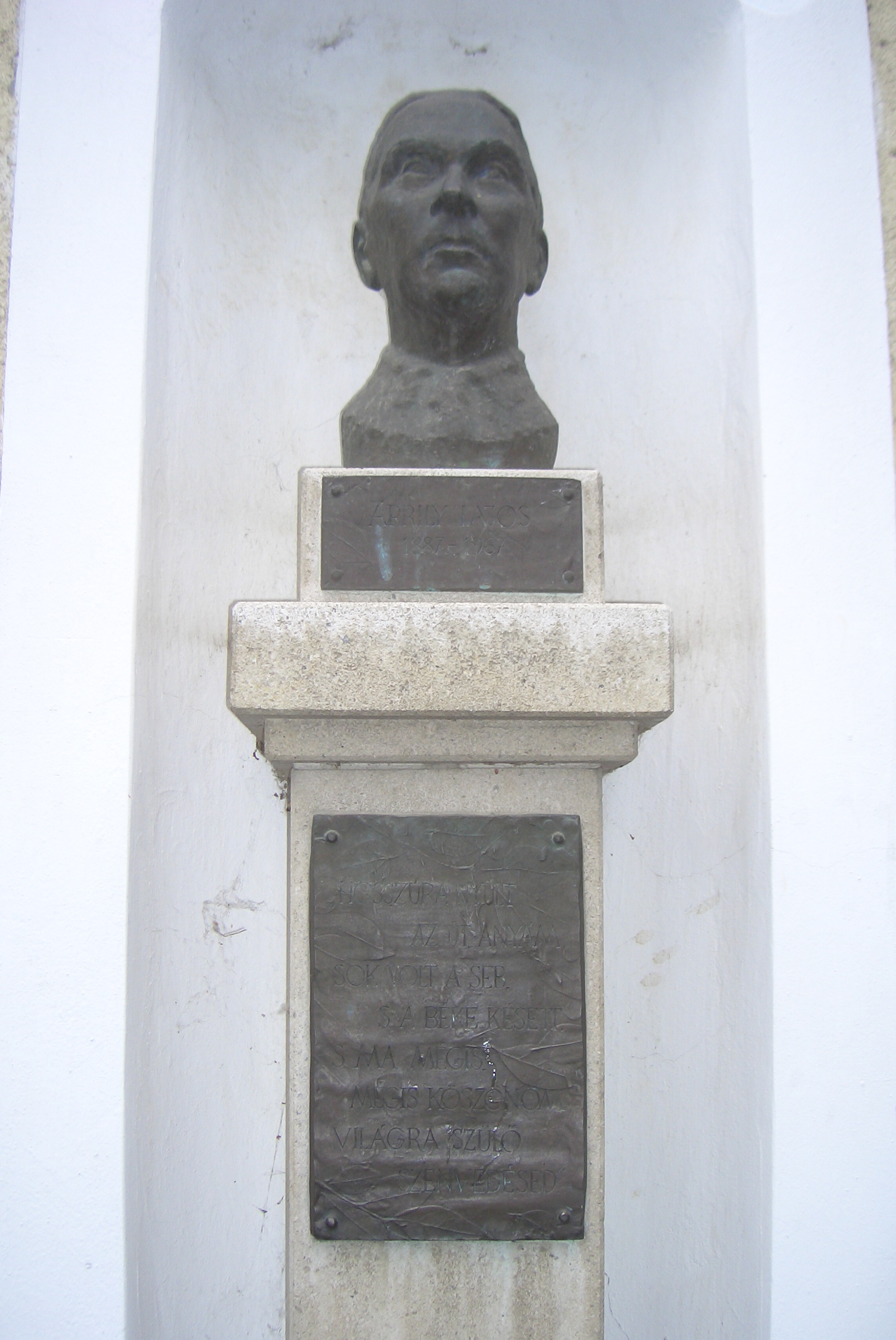
Mellszobra a szentendrei Ferences Gimnázium falán (leányának, Jékely Mártának műve, 1987)

Első verseskötete, a Falusi elégia (Kolozsvár, 1921), harmincnégy éves korában a Minerva kiadásában jelent meg. Két év múlva saját kiadású új kötettel lépett az olvasók elé (Esti párbeszéd, Dicsőszentmárton, 1923), melyben Március című, legismertebb költeménye is megjelent. E két verskötet alapján készült az 1925-ös budapesti válogatás (Versek). 1926-ban két kötete látott napvilágot: a berlini Ludwig Voggenreiter Verlag impresszumával kiadott s Kolozsvárt nyomott Rasmussen hajóján és a Kuncz Aladár értékelő esszéjével megjelent Vers vagy te is az Erdélyi Szépmíves Céh kiadásában. Ugyanott kiadott egyfelvonásos darabját (Ida-hegyi pásztorok, Kolozsvár, 1929) két újabb kötet követte: addig írott műveinek gyűjteménye, Az aranymosó balladája (Budapest, 1934) és az új verstermés, A láthatatlan írás (Kolozsvár, 1939). Könyvvel csak majdnem húsz év múlva jelentkezett újra (Ábel füstje. Válogatott versek, Budapest, 1957). A következő években annál többet publikált (munkái ebben a szakaszban Budapesten jelentek meg): 1964-ben több mint fél évszázados műfordítói munkásságából válogatott (Az aranyszarvas), nem sokkal ezután új verseit gyűjtötte össze (Jelentés a völgyből, 1965), és még ebben az évben közreadta állattörténeteit az ifjúság számára (Fecskék, őzek, farkasok). Ezt követte Fegyvertelen vadász című kötete, majd költeményeinek eddig legteljesebb válogatása, A kor falára (1967). Posztumusz verseskötete (Akarsz-e fényt? 1969) korábban nem közölt verseit, kései négysorosait, A bíboros című sorstragédiáját tartalmazta; ugyanebben az évben jelent meg Legszebb verseinek romániai kiadása Kemény János bevezetőjével. Az Álom a vár alatt című verseskötet parajdi gyermekélményeiből táplálkozó két költői elbeszélését tartalmazta (Árkossy István rajzaival, 1972); verseinek új, reprezentatív válogatása (Meddig él a csend? 1973) az RMI sorozatában Sőni Pál előszavával jelent meg.
Gazdag formakultúrája, verseinek fogalmon túli sejtelmekkel játszó zeneisége, impresszionista-szimbolista vonásai a költőt az első Nyugat-nemzedék hagyományához kapcsolják. Nem egy kritikusa a legnagyobb erdélyi magyar költőnek tartja, nemcsak életművének egésze, hanem Erdélyben született versei alapján is. Németh László 1927-ben úgy ír róla mint „szigetről” „a magyar líra pillanatnyi bomlásában”; formaművészete elismeréseként Benedek Marcell Babits Mihállyal, Kosztolányi Dezsővel, Tóth Árpáddal, Juhász Gyulával állítja egy sorba; Rónay György magyarság és európaiság szintézisét fedezi fel lírájában. Költészetének ihletője legtöbbször az emlékezés, a magány, egy inkább csak vágyott – vagy vágyaiban átélt – világ: a „morajos szikla-ország”, mellyel „egy test”-nek érzi magát. A „parttalan” időből, elmúlt századokból hallja vissza a szív zenéjét. Költő, aki a sorssal nem csatázott ugyan, de versei „gránitboltjába” egy hosszú élet önemésztő vajúdásait zárta be. Hangulatok énekese, „néma lázadó”, alapélménye a természet, az erdélyi táj, lírai jelképeit jórészt belőle meríti: transzilvanizmusának is ez a szülőföldszeretet a tartalma. Elégikus hangulatú költészete múltat és jelent eggyé olvasztó szelíd számvetés. Rezignáció és meg-megújuló életvágy, a visszahúzódó lélek tehetetlensége és a bizakodó emberség egyszerre van benne megbonthatatlan hangulatú, szerkezetileg pontosan tagolt költeményeiben. Szigorú, a hagyományos formákat tisztelő, azokat finomító megkomponáltság, lelki és formai egyensúlyt teremtő zeneiség jellemzi művészetét, e zenei fogantatású érzékelés sajátos harmóniát kölcsönöz verseinek. „Hazája álom és titok, / szem-nem-legelte pázsitok” – vallotta a formai bravúrok titkairól. Egyes verseit és szövegkönyveit Halmos László, Jodál Gábor, Lajtha László és Viski János, Tavaszodik című költeményét Kozma Mátyás és Zeno Vancea zenésítette meg.
Verseiből német, angol, francia, szlovák, román és lengyel nyelven jelentek meg fordítások, verseinek román nyelvű önálló kötetei: Muzica toamnei (Petre Șaitiș fordításai, Láng Gusztáv előszavával, Kolozsvár, 1978); Prințul Tristețe (Corneliu Bala fordításai, 1979). Ő maga a világirodalom egész sor remekét tolmácsolta a magyar olvasónak. A műfordítás sose jelentett számára mellékes foglalkozást. Elve, hogy a költőnek – miközben kellő tiszteletet tanúsít a „más nyelv zsenijéből született” költemény iránt – újra kell alkotnia az átültetésre kiválasztott művet. Legművészibbek és mennyiségileg is legszámottevőbbek német, orosz és román fordításai, de fordított angol, francia, latin és kínai költőktől is; Puskin Anyegin-jének, Turgenyev lírai hangulatú prózájának, Lermontov, Nyekraszov és Gogol több írásának, Ibsen Peer Gyntjének, Schiller Wallensteinjének, Eminescu Az Esticsillag című poémájának fordítása a magyar műfordításirodalom remekei közé tartozik. A román költészetnek egyik legihletettebb tolmácsolója. Lucian Blagával, Șt. O. Iosiffal és Eminescuval kezdi, majd – élete utolsó tíz esztendejében – Arghezi, Macedonski, Coșbuc, Pillat verseivel bővül a névsor, e műveiből adott válogatást a Tavaszi tüzek (Domokos Sámuel bevezetőjével, 1969).

## Emlékezete
Visegrádon és Szentendrén mellszobrot avattak, továbbá második alkotóhelyét, a Visegrádi-hegységben, a Szentgyörgypuszta és Dunabogdány között húzódó, a Mogyoró-hegy és a Len-hegy közé ékelődő vadregényes szurdokot Áprily-völgynek nevezték el. A romániai Parajdon emlékházat rendeztek be, Szentendrén teret, Dunabogdányban és Szigetszentmiklóson pedig utcát neveztek el róla. A legismertebb emléktábla a budapesti Frankel Leó út 21. szám kapuja mellett és a szomszédos Szent Lukács gyógyfürdő épületének falán látható.

## Kötetei
- Falusi elégia. Versek; Minerva, Cluj-Kolozsvár, 1921
- Esti párbeszéd. Versek; szerzői, Dicsőszentmárton, 1923
- Versek; Athenaeum, Budapest, 1924
- Rasmussen hajóján; Voggenreiter, Berlin, 1926
- Vers vagy te is. Antológia és új versek; bev. Kuncz Aladár; Erdélyi Szépmíves Céh, Cluj-Kolozsvár, 1926 (Erdélyi Szépmíves Céh kiadványa I. sorozat)
- Idahegyi pásztorok. Dráma; Minerva Ny., Kolozsvár, 1929 (Erdélyi Szépmíves Céh IV.)
- Az aranymosó balladája; Kecskeméti Nyomda, Kecskemét, 1934
- Rönk a Tiszán, versek, 1934
- Úti jegyzetek. Egy pedagógiai vándorlás megfigyelései, úti beszámoló, 1934
- Áprily Lajos–Kerecsényi Dezső–Vajthó László: Magyar olvasókönyv a protestáns gimnáziumok és leánygimnáziumok 1-3. oszt. számára, 1-3.; Franklin, Budapest, 1938
- A láthatatlan írás. Versek; Minerva Nyomda, Kolozsvár, 1939 (Erdélyi Szépmíves Céh XI.)
- Ábel füstje. Válogatott versek. Drámák; Szépirodalmi, Bp., 1957
- Az aranyszarvas, műfordítások, 1964
- Fecskék, őzek, farkasok, történetek, 1965
- Jelentés a völgyből, versek, 1965
- Fegyvertelen vadász; Móra, Bp., 1966
- A kor falára. Válogatott versek; Szépirodalmi, Bp., 1967
- Áprily Lajos legszebb versei; vál., bev. Kemény János; Ifjúsági, Bukarest, 1969
- Akarsz-e fényt? Versek. A bíboros. Dráma; utószó Jékely Zoltán; Szépirodalmi, Bp., 1969
- Álom a vár alatt; Kriterion, Bukarest, 1972
- Meddig él a csend? Válogatott versek; vál., bev. Sőni Pál; Kriterion, Bukarest, 1973 (Romániai magyar írók)
- Megnőtt a csend. Összegyűjtött versek; szerk., bev. Győri János; Szépirodalmi, Bp., 1973
- Őszi muzsika. Versek és műfordítások; vál., bev., függelék Máthé József; Dacia, Kolozsvár-Napoca, 1976 (Tanulók könyvtára)
- Áprily Lajos válogatott versei; vál., szerk., bev. vers Jékely Zoltán, jegyz. Győri János munkája; Kozmosz Könyvek, Bp., 1977 (A magyar irodalom gyöngyszemei)
- Válogatott versek. 1945–1967; vál. Jékely Zoltán; Magvető–Szépirodalmi, Bp., 1978 (30 év)
- A hűségesek; Móra, Bp., 1980
- Álom egy könyvtárról; gyűjt., szöveggond., jegyz. Ugrin Aranka; Szépirodalmi, Bp., 1981
- Áprily Lajos összegyűjtött versei és drámái; összegyűjt., sajtó alá rend., utószó Győri János; Magvető, Bp., 1985
- Vers vagy te is; vál., szöveggond. Győri János; Szépirodalmi, Bp., 1987
- Álom a vár alatt. Két verses elbeszélés; szöveggond. Győri János; Móra, Bp., 1987
- Áprily Lajos összes versei és drámái; összegyűjt., szöveggond., utószó Győri János; Szépirodalmi, Bp., 1990
- Áprily Lajos összes versei; összeáll., szöveggond., utószó Győri János; Szépirodalmi, Bp., 1993
- Igazmesék állatokról. Természetnovellák gyerekeknek és felnőtteknek; Kortárs, Bp., 1994 (Az én erdőm)
- Áprily Lajos válogatott versei; vál., utószó Győri János; Unikornis, Bp., 1996 (A magyar költészet kincsestára)
- Halálpatak; vál. Kovács András Ferenc; Kriterion, Bukarest–Kolozsvár, 1997 (Kincses könyvtár)
- Áprily Lajos legszebb versei; Móra, Bp., 1999 (A magyar irodalom gyöngyszemei)
- Apa és fiú. Áprily Lajos és Jékely Zoltán erdélyi versei; összeáll., bev. Pomogáts Béla; Közdok, Bp., 2004
- Lám Béla levelezése. Áprily Lajossal, Mannsberg Arvéddal, Olosz Lajossal és Reményik Sándorral; összeáll. Hantz Lám Irén; Stúdium, Kolozsvár, 2005
- Áprily Lajos összes költeményei; összegyűjt., szerk. Győri János; Osiris, Bp., 2006 (Osiris klasszikusok)
- Az erdőn túl. Versek; vál., szerk. Hantz Lám Irén; Stúdium, Kolozsvár, 2007
- Fegyvertelen vadász dala. Igazmesék és versek állatokról; vál., szerk. Vida Erika; Mentor, Marosvásárhely, 2007
- Áprily Lajos versei; vál., szerk. Lator László; Sziget, Bp., 2008 (Sziget verseskönyvek)
- Transzilván hősköltemény; vál., bev. Pomogáts Béla; Pallas-Akadémia, Csíkszereda, 2011
- Visegrádi képek; Áprily Iskoláért Alapítvány, Visegrád, 2012
- Rokon álmok álmodója. Áprily Lajos és Reményik Sándor levelezése, 1920–1941; sajtó alá rendezte és jegyzetekkel ellátta: Liktor Katalin, PIM–Polis, Bp.–Kolozsvár, 2014
- A rakoncátlan kisgida. Áprily Lajos és Jékely Zoltán mesegyűjtései; Holnap, Bp., 2014
- Álom a vár alatt. Két verses elbeszélés, szöveggondozás: Győri János, Urbis, Szentendre, 2019

### Idegen nyelven
- Obt Ábelova (Ábel füstje), csehre fordította: Zora Beráková, SNKL, Praha, 1964, (Svtová cetba)
- Muzica toamnei, románra fordította: Petre Saitis; Dacia, Cluj-Napoca, 1978
- Prințul tristețe. Versuri, románra ford. Corneliu Bala, előszó Radu Boureanu; Kriterion, Bucureşti, 1979, (Biblioteca Kriterion)
- Novo srednovekovie. Trima ungarski poeti ot Transilvaniâ. Lajos Aprili, Jen'o Džida, Aladar Laslofi, bolgárra fordította: Nino Nikolov; Lice, Sofia, 1999